# Оловянная, Ирина Анатольевна
Ири́на Анато́льевна Оловя́нная (род. 25 декабря 1966, Ленинград, Ленинградская область, РСФСР, СССР) — советский и российский писатель-фантаст, автор трилогии «Маленький дьявол» («Маленький дьявол», «Самурай», «Искусство войны»), продолжательница традиций романов Владислава Крапивина и Лоис МакМастер Буджолд, а также преподаватель математики.

## Биография
Родилась 25 декабря 1966 года в Ленинграде. Закончила астрономическое отделение матмеха ЛГУ. Долгое время состояла членом клуба любителей фантастики «Полгалактики», была его председателем. Преподавала математику в школе № 617. На данный момент ведёт кружок «Умные дети» в Физико-Технической школе.
Бывший игрок спортивного «Что? Где? Когда?» в составе команды Антона Губанова, чемпион России (2003) и бронзовый призёр чемпионата мира (2002) в её составе.
Участвовала в Своей игре (23 февраля 1997 года, уступила Сергею Шоргину).

## Произведения
- Трилогия «Маленький дьявол»

1. «Маленький дьявол»
2. «Самурай»
3. «Искусство войны»

## Издания
- Оловянная И. Маленький дьявол. — СПб.: Лениздат, 2005. — С. 432. — ISBN 5289022554.
- Оловянная И. Самурай. — СПб.: Лениздат, 2006. — С. 432. — ISBN 5289023534.
- Оловянная И. Маленький дьявол. — М.: АСТ, 2008. — С. 416. — ISBN 9785170469864.
- Оловянная И. Самурай. — М.: АСТ, 2008. — С. 416. — ISBN 9785170475278.
- Оловянная И. Искусство войны. — М.: АСТ, 2008. — С. 416. — ISBN 9785170495221.

## Литературные премии
- 2006 — Премия «Старт» (за дебютный фантастический текст) XXIII Европейско-Азиатского конвента фантастики «Аэлита» за роман «Маленький дьявол»[5][6]